# Tōgō Heihachirō
Amiralul marchiz  Tōgō Heihachirō (în japoneză 侯爵; n. 27 ianuarie 1848– d. 30 mai 1934 a fost un amiral japonez și unul dintre cei mai mari eroi al Japoniei.

## Tinerețea
Tatăl lui Tōgō a fost samurai al clanului Shimazu, factor militar și politic decisiv în războiul Boshin împotriva șogunatului Tokugawa.

## Conflictele cu șogunatul Tokugawa (1863–1869)
Prima experiență militară a lui Tōgō a fost la vârsta de 15 ani în timpul războiului Anglo-Satsuma (august 1863), când Marina Regală Britanică a bombardat Kagoshima, pedepsind daimyo. Satsuma pentru moartea lui Charles Lennox Richardson în timpul incidentului din Namamugi.

## Studii în Regatele Unite (1871–1878)
Tōgō a studiat timp de șapte ani în Anglia la Plymouth La Colegiul Nautic de pe Tamisa, terminând pe locul al doilea.

## Războiul Franco-Chinez (1884–1885)
Tōgō a primit comanda a câtorva nave, prima a fost comanda vasului de război Teibo, după care comanda navei Amagi. În timpul războiului Franco-Chinez (1884–1885), Tōgō, pe bordul navei Amagi, a urmărit de aproape acțiunile flotei franceze conduse de amiralul Courbet. Tōgō de asemenea a urmărit luptele pe uscat dintre forțele franceze împotriva chinezilor în  Formosa (Taiwan), sub comanda lui Joseph Joffre, viitorul comandant suprem al forțelor franceze în timpul celui de-al Doilea Război Mondial

## Războiul Chino-Japonez (1884–1885)
În 1894 la începutul Războiului Chino-Japonez, Tōgō în calitate de comandant al crucișătorului Naniwa a scufundat nava de transport britanică 'Kowshing care transporta trupe chineze.
Scufundarea navei britanice aproape a produs conflict diplomatic între Japonia și Marea Britanie, dar a fost în final recunoscut de juriștii britanici că Tōgō a respectat întru cu totul Legile Internaționale, făcându-l peste noapte pe Tōgō pentru priceperea sa în privința legislației țărilor occidentale. Nava britanică scufundată de Tōgō transporta sute de soldați chinezi spre Coreea, iar acești soldați s-au răsculat și au luat în posesia lor nava sub aparența unei amenințări a navei japoneze.
Mai târziu a luat parte la Bătălia de pe râul Yalu (1894) cu Naniwa sub comanda generală a amiralului Tsuboi Kōzō. Tōgō după bătălie în 1895 a fost promovat contraamiral.

## Războiul Ruso-Japonez (1904–1905)
În 1903, ministrul Marinei Yamamoto Gonnohyōe l-a numit pe Tōgō comandant șef al Flotei Combinate a Marinei Imperiale Japoneze. Acest lucru a uimit mulți oameni, inclusiv împăratul Meiji, care l-a întrebat pe Yamamoto de ce a fost numit Tōgō. Yamamoto i-a răspuns împăratului: „Pentru că Tōgō este un om  norocos.”

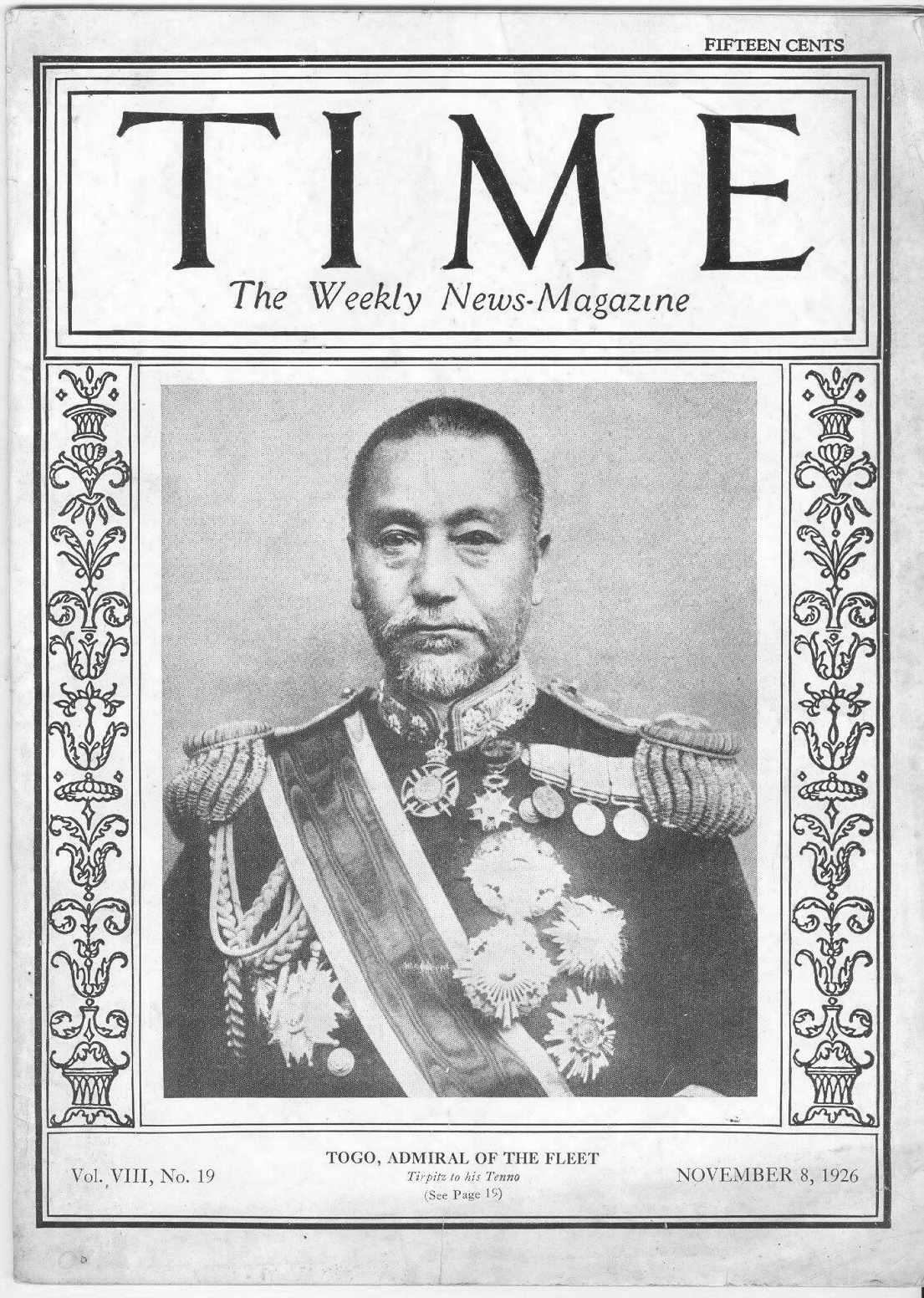
Togo pe coperta revistei Time, 1926.

În timpul războiului ruso-japonez, Tōgō a atacat marina rusă la Port Arthur și la Marea Galbenă în 1904 și cu recunoaștere internațională a rezultatelor sale, a comandat forțele navale japoneze în luptele de distrugerea Flotei Baltice a marinei imperiale ruse în Bătălia de la Tsushima în mai 1905. 
Bătălia de la Tsushima a fost considerată o victorie navală îndrăzneață care punea o națiune asiatică mică, în curs de dezvoltare, dar care se militariza rapid, contra unui adversar european puternic. Rusia era la acea vreme a treia putere navală a lumii. În timp ce flota japoneză de la Tsushima a pierdut doar trei torpiloare sub comanda lui Tōgō, dintre cele 36 de nave de război rusești care au intrat în acțiune, 22 au fost scufundate (inclusiv șapte nave de luptă), șase au fost capturate, șase au fost internate în porturi neutre și doar trei au scăpat în siguranță în Vladivostok.
Bătălia de la Tsushima a desființat dominația navală rusă în Asia de Est și se spune că a fost un factor care a contribuit la revoltele ulterioare din Marina Rusă (revoltele din 1905 la Vladivostok și revolta marinarilor de pe Cuirasatul rusesc Potiomkin), contribuind la Revoluția Rusă din 1905. 
S-au fost efectuate investigații după război a conducătorilor navali ruși în timpul acelor bătălii în care Tōgō a învins, căutând motivele în spatele înfrângerii lor totale. Comandantul rus al flotei baltice distruse, amiralul Zinovi Rojestvenschi (care a fost grav rănit în luptă) a încercat să-și asume întreaga responsabilitate pentru dezastru, iar autoritățile (și conducătorii Rusiei) l-au achitat la procesul intentat împotriva lui. Cu toate acestea, l-au făcut pe amiralul Nikolai Nebogatov, care încercase să dea vina pe guvernul rus, țap ispășitor. Nebogatov a fost găsit vinovat și condamnat la zece ani de închisoare într-o cetate, dar a fost eliberat de țar după ce a executat doar doi ani.

## Familia și anii de după război

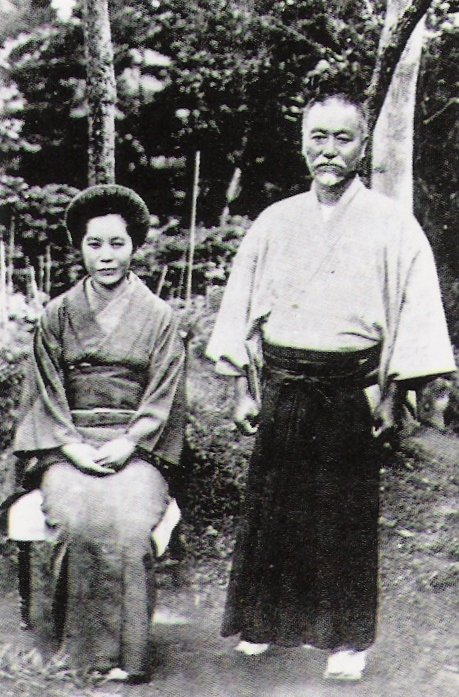
Togo și soția lui, Tetsu (1913)

Soția lui Tōgō a fost Kaeda Tetsu (1861–1934). Cuplul a avut doi fii; fiul cel mare, Takeshi (1885–1969), i-a succedat tatălui său ca al doilea marchiz Tōgō în 1934 și a deținut titlul până când kazoku a fost abolit în 1947. Cel mai tânăr, contraamiralul Tōgō Minoru (1890–1962) și-a urmat tatăl în marina, urcând la gradul de contraamiral și încheindu-și cariera în 1943 ca comandant al districtului naval din Fukuoka. Fiul său mai mare Ryoichi, care a devenit locotenent naval, a fost ucis în acțiune în timpul celui de-al Doilea Război Mondial, la bordul crucișătorului greu Maya. Nici Tōgō Minoru, nici Tōgō Ryoichi nu aveau aceleași „înclinații” navale ca faimosul lor tată; Tōgō Minoru s-a clasat pe locul 142 din 144 de cadeți în clasa a 40-a a Academiei Navale, în timp ce Tōgō Ryuichi a absolvit ultimul (625 din 625 de cadeți) în clasa a 72-a a Academiei Navale.
Tōgō își scria jurnalele în limba engleză și scria: „Sunt ferm convins că sunt reîncarnarea lui Horatio Nelson.” În 1906, el a fost numit membru al Ordinului de Merit Britanic de către regele Eduard al VII-lea.
Tōgō a fost șeful Statului Major General Naval și a primit titlul de hakushaku (conte) în cadrul sistemului de nobiliari kazoku. De asemenea, a fost membru al Consiliului Suprem de Război.
În 1911, Tōgō s-a întors în Anglia pentru prima dată după 30 de ani pentru a participa la încoronarea regelui George al V-lea, a vizitat șantierele navale de la Clyde și din Newcastle.
În 1913, amiralul Tōgō a primit titlul onorific de Mareșal-Amiral, care este aproximativ echivalent cu gradul de Mare Amiral sau Amiral al Flotei la alte forțe militare marine. Din 1914 până în 1924, Gensui Tōgō a fost numit responsabil de educația prințului moștenitor Hirohito, viitorul împărat Shōwa.
Tōgō și-a exprimat public antipatia și lipsa de interes pentru implicarea în politică; cu toate acestea, el a făcut declarații împotriva Tratatului Naval de la Londra.
Tōgō a fost distins cu Ordinul Suprem al Crizantemei în 1926, o onoare care era deținută doar de împăratul Hirohito și prințul Kan'in Kotohito la acea vreme; ordinul l-a făcut cel mai decorat ofițer naval din Japonia vreodată, el a primit și Ordinul Zmeului de Aur (clasa I). Titlul său nobiliar a fost ridicat la cea de kōshaku (marchiz) în 1934, cu o zi înainte de moartea sa.
Amiralul Tōgō a murit la 6:35 am pe 30 mai 1934, de cancer la gât, la vârsta de 86 de ani. 

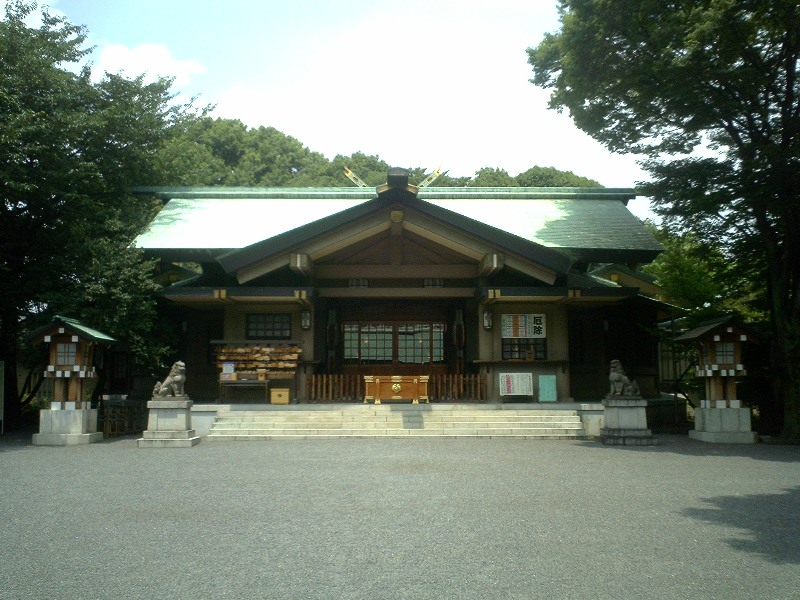
Altarul Tōgō, Harajuku, Tokyo

I s-au acordat funeralii de stat. Marinele Regatului Unit, Statele Unite ale Americii, Țările de Jos, Franța, Italia și China au trimis reprezentanți și nave la o paradă navală în onoarea sa în Golful Tokyo.

## Cariera militară a lui Tōgō
Grade
- Ofițer cadet – 11 decembrie 1870
- Aspirant - 1 august 1871
- Sublocotenent – 3 iulie 1878
- Locotenent – 27 decembrie 1878
- Locotenent comandor – 27 decembrie 1879
- Căpitan-comandor – 20 iunie 1885
- Comandor – 10 iulie 1886
- Contraamiral – 16 februarie 1895
- Viceamiral – 14 mai 1898
- Amiral – 6 iunie 1904
- Amiral de Flotă – 21 aprilie 1913

## Titluri nobiliare primite
- Conte – 21 septembrie 1907
- Marchiz – 29 mai 1934

## Decorații

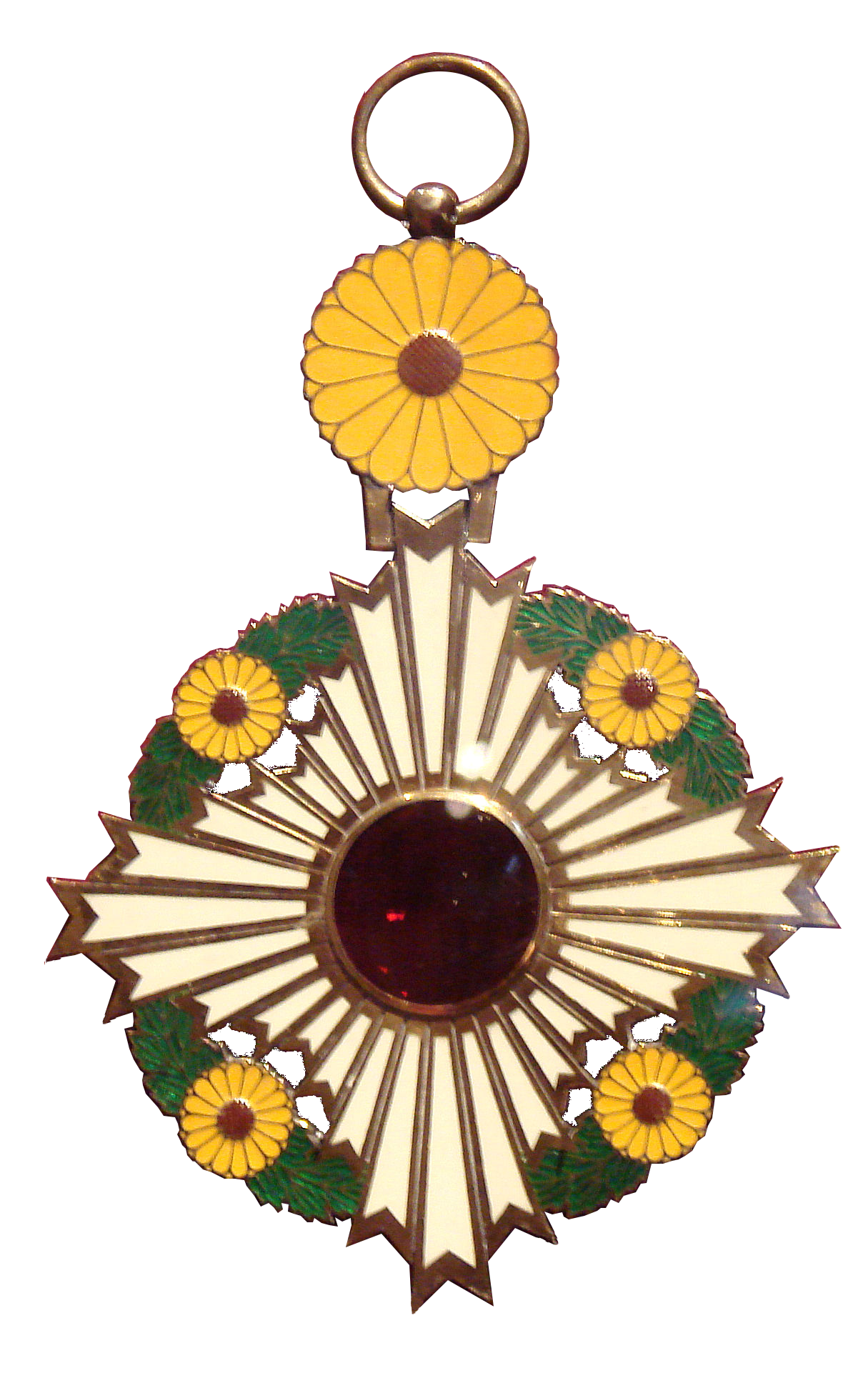
Ordinul Suprem al Crizantemei
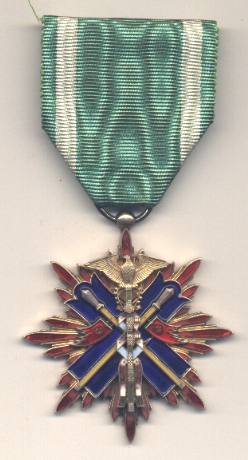
Ordinul Uliul Auriu
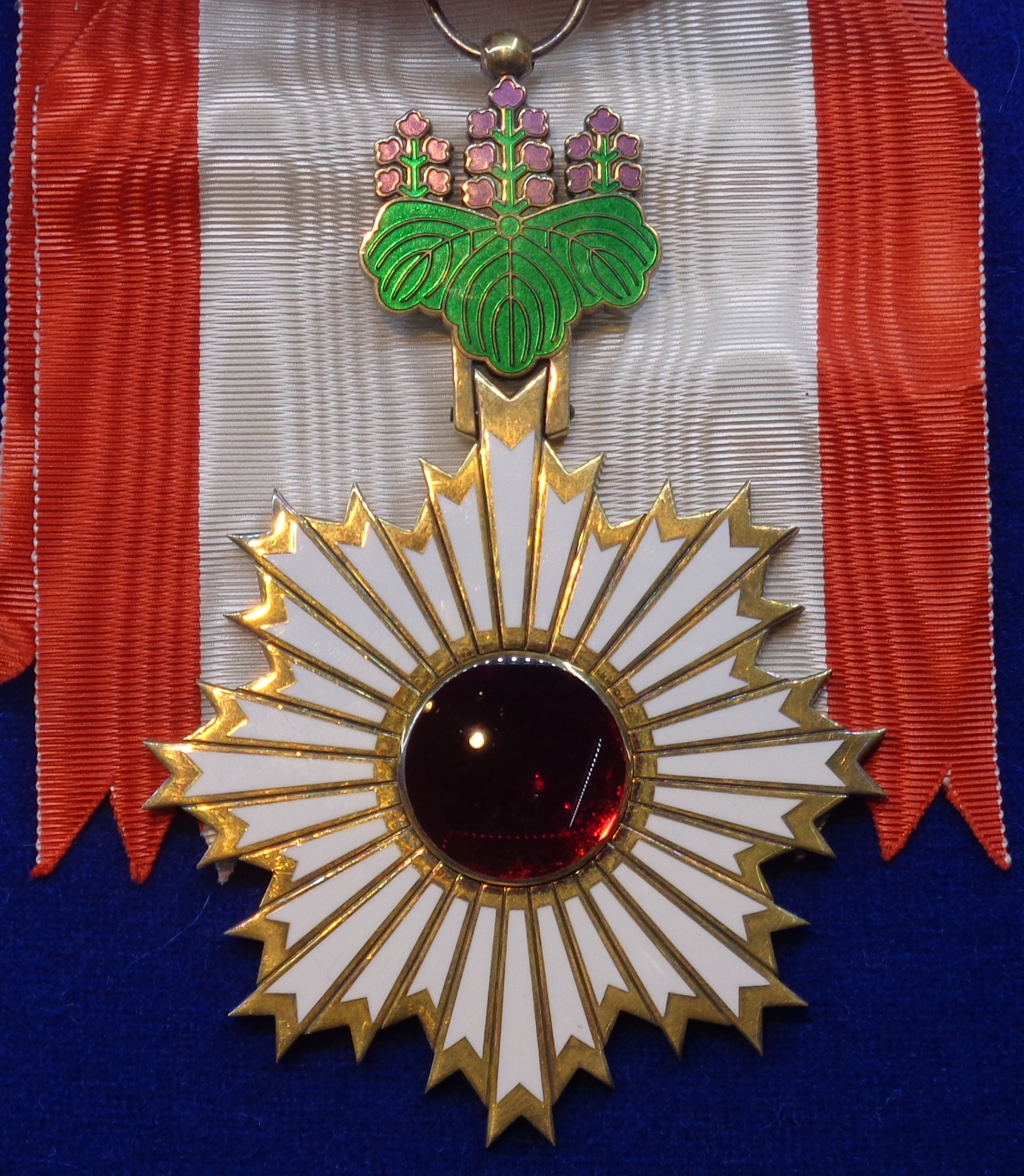
Ordinul Soarelui Răsare
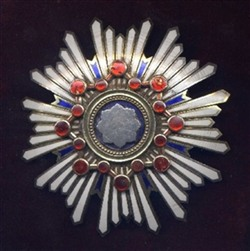
Ordinul Tezaurul Sacru
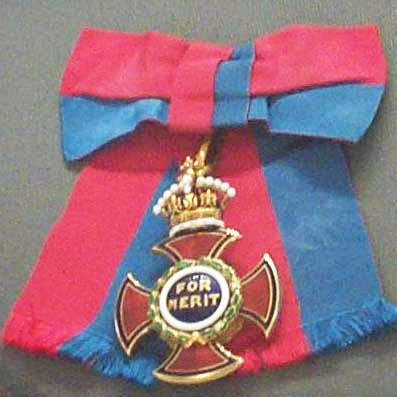
Ordinul de Merit
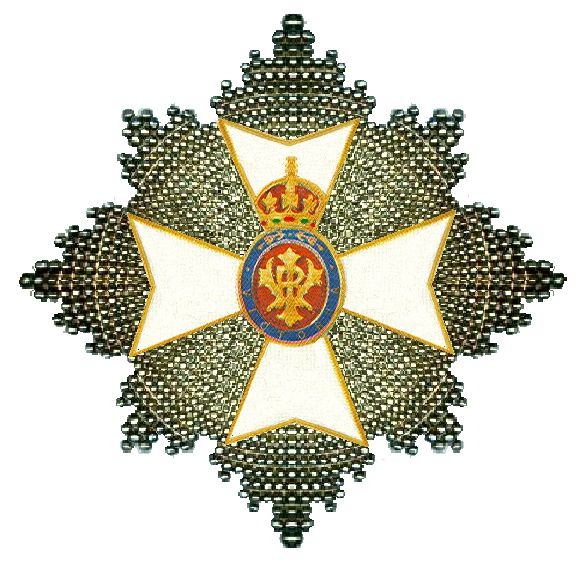
Ordinul Regal Victorian

## Memoria lui Tōgō

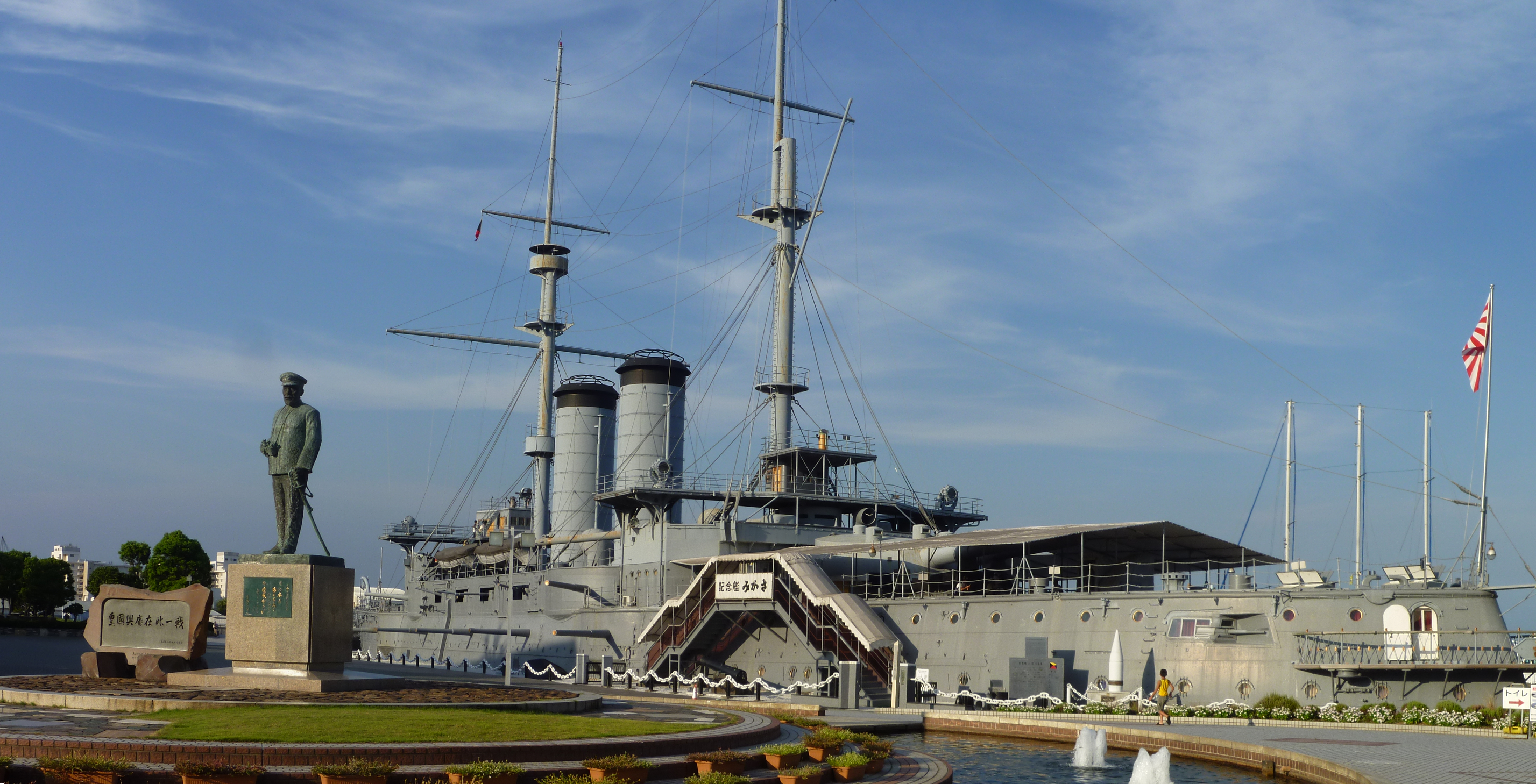
Nava muzeu Mikasa expusă în Yokosuka

Nava amiral al lui Tōgō în  timpul războiului ruso-japonez, cuirasatul Mikasa este expus în Yokosuka, transformată în navă muzeu, având în față bustul lui Tōgō.  
În 1958, amiralul de flotă Chester Nimitz, un admirator al lui Tōgō, a ajutat la finanțarea restaurării navei Mikasa. În schimb, meșteri japonezi au asamblat o „Grădina păcii” japoneză, o replică a grădinii mareșal-amiralului Tōgō, la Muzeul Național al Războiului din Pacific (cunoscut anterior ca Muzeul Nimitz) din Fredericksburg, Texas.
Filme
Tōgō a fost interpretat de Toshiro Mifune în filmul japonez din 1969 The Battle of the Japan Sea (Bătălia de pe Marea Japoniei) lansată în 1969 în regia lui Seiji Maruyama.

## Cărți în limba engleză
- Andidora, Ronald. Iron Admirals: Naval Leadership in the Twentieth Century. Greenwood Press (2000). ISBN 0-313-31266-4
- Blond, Georges. Admiral Togo. Jarrolds (1961). ASIN: B0006D6WIK
- Clements, Jonathan.  Admiral Togo: Nelson of the East. Haus (2010) ISBN 978-1-906598-62-4
- Ronald Bodley, Admiral Togo;: The authorized life of Admiral of the Fleet, Marquis Heihachiro Togo. Jarrolds (1935). ASIN: B00085WDKM
- Dupuy, Trevor N. Encyclopedia of Military Biography. I B Tauris & Co Ltd (1992). ISBN 1-85043-569-3
- Ikeda, Kiyoshi. The Silent Admiral: Togo Heihachiro (1848–1934) and Britain, from Britain & Japan: Biographical Portraits Volume One, Chapter 9. Japan Library (1994) ISBN 1-873410-27-1
- Jukes, Jeffery. The Russo-Japanese War 1904–1905. Osprey Publishing (2002).ISBN 1-84176-446-9
- Schencking, J. Charles. Making Waves: Politics, Propaganda, And The Emergence Of The Imperial Japanese Navy, 1868–1922.  Stanford University Press (2005). ISBN 0-8047-4977-9